# Aldi Peak
Aldi Peak är en bergstopp i Antarktis. Den ligger i Östantarktis. Australien gör anspråk på området. Toppen på Aldi Peak är 1 879 meter över havet.
Terrängen runt Aldi Peak är kuperad åt sydost, men åt nordväst är den platt. Trakten är obefolkad. Det finns inga samhällen i närheten. 